# إيرل كالدويل
إيرل كالدويل (بالإنجليزية: Earl Caldwell) هو لاعب كرة قاعدة أمريكي، ولد في 9 أبريل 1905 في سباركس في الولايات المتحدة، وتوفي في 15 سبتمبر 1981 في ميشن في الولايات المتحدة.

## وصلات خارجية
- إيرل كالدويل على موقعبيزبول رفرنس.كوم (الدوري الرئيسي) (الإنجليزية)
- إيرل كالدويل على موقع جمعية أبحاث البيسبول الأمريكية (الإنجليزية)